# (100623) 1997 TP27
(100623) 1997 TP27 es un asteroide perteneciente a la familia de Higía en el cinturón de asteroides, descubierto el 3 de octubre de 1997 por el equipo del Spacewatch desde el Observatorio Nacional de Kitt Peak, Arizona, Estados Unidos.

## Designación y nombre
Designado provisionalmente como 1997 TP27.

## Características orbitales
1997 TP27 está situado a una distancia media del Sol de 3,081 ua, pudiendo alejarse hasta 3,502 ua y acercarse hasta 2,661 ua. Su excentricidad es 0,136 y la inclinación orbital 5,406 grados. Emplea 1976,14 días en completar una órbita alrededor del Sol.
Los próximos acercamientos a Jupiter se producirán el 5 de agosto de 2046, el 7 de mayo de 2056 y el 22 de junio de 2106.

## Características físicas
La magnitud absoluta de 1997 TP27 es 15,6. Tiene 6 km de diámetro y su albedo se estima en 0,035.